# Municipio de Pembina (Dakota del Norte)
El municipio de Pembina (en inglés: Pembina Township) es un municipio ubicado en el condado de Pembina en el estado estadounidense de Dakota del Norte. En el año 2010 tenía una población de 82 habitantes y una densidad poblacional de 0,49 personas por km².

## Geografía
El municipio de Pembina se encuentra ubicado en las coordenadas 48°56′39″N 97°18′37″O / 48.94417, -97.31028. Según la Oficina del Censo de los Estados Unidos, el municipio tiene una superficie total de 167.95 km², de la cual 167 km² corresponden a tierra firme y (0,57 %) 0,96 km² es agua.

## Demografía
Según el censo de 2010, había 82 personas residiendo en el municipio de Pembina. La densidad de población era de 0,49 hab./km². De los 82 habitantes, el municipio de Pembina estaba compuesto por el 98,78 % blancos, el 1,22 % eran amerindios. Del total de la población el 0 % eran hispanos o latinos de cualquier raza.